# Garance
Garance  è un nome proprio di persona francese femminile.

## Origine e diffusione

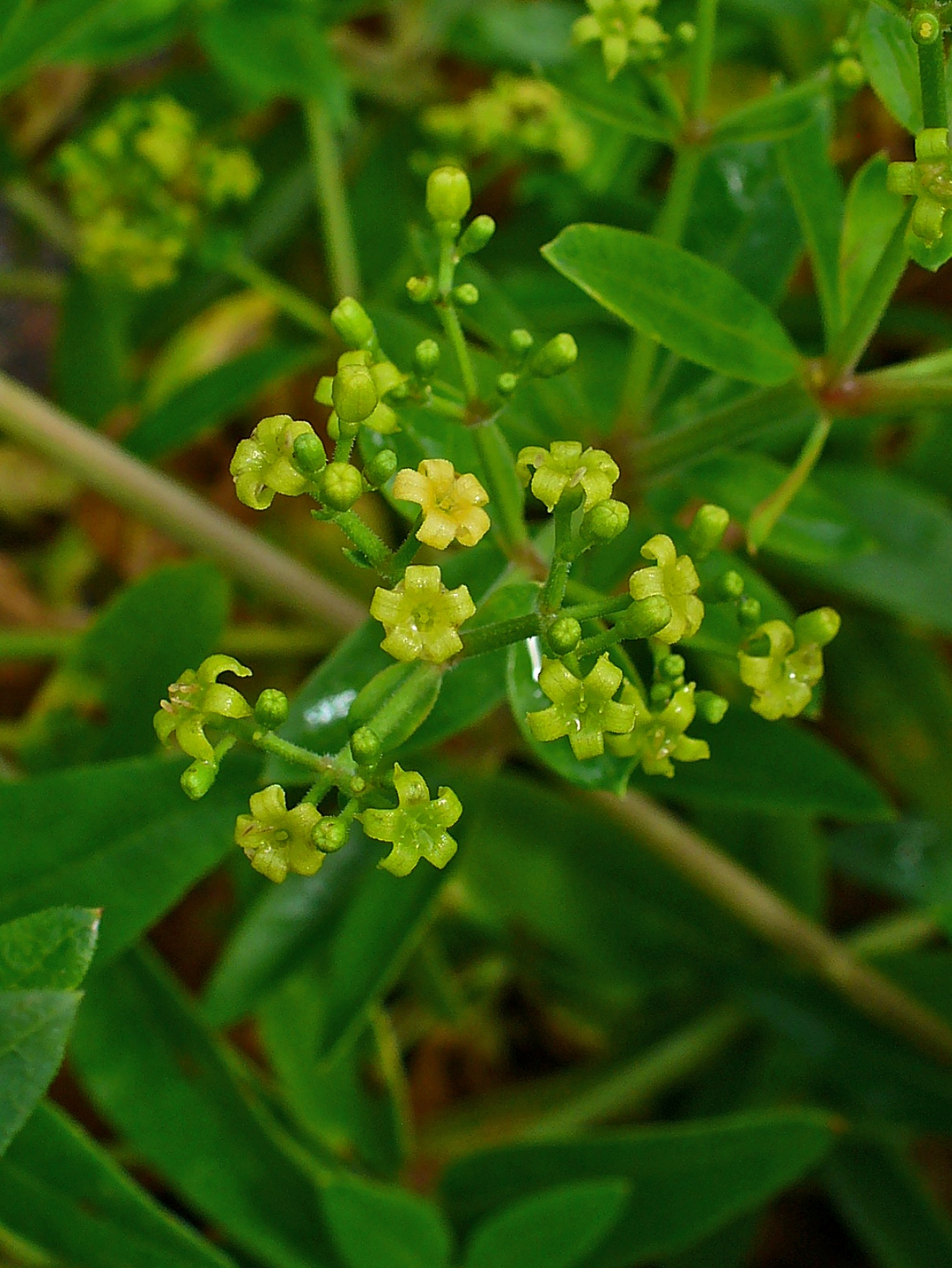
Fiori di robbia (Rubia tinctorum)

Riprende il nome francese della robbia o garanza (garance des teinturiers, appunto), una pianta da fiore che veniva impiegata per fare il colore rosso; come nome, è portato dalla protagonista del film francese del 1945 Amanti perduti, diretto da Marcel Carné.
Etimologicamente il vocabolo viene, tramite un più antico warance (che indicava il colore rosso estratto dalla pianta), dal franco wratja.

## Onomastico
Il nome non è portato da alcuna santa, e quindi è adespota; l'onomastico si può festeggiare eventualmente il 1º novembre in occasione di Ognissanti.

## Persone
- Garance Clavel, attrice francese
- Garance Le Guillermic, attrice francese
- Garance Marillier, attrice francese